# Странка поштовања и слободе
ТИСА — Странка поштовања и слободе (мађ. TISZA – Tisztelet és Szabadság Párt) је политичка странка у Мађарској. Основана је 23. октобра 2020. Брзо је добила на значају када јој се придружио бивши члан странке Фидес, Петер Мађар.